# Amt Beilstein
Das Amt Beilstein war ein nassauisches Amt im östlichen Westerwald, das sich aus der Kalenberger Zent entwickelte und zusätzlich die Herrschaft zum Westerwald umfasste.

## Geschichte
Mit Johann von Seelbach-Zeppenfeld (1477–1492) ist erstmals ein Amtmann für Beilstein erwähnt. Der Amtsbezirk umfasste den Kalenberger Zent und oft auch die Herrschaft zum Westerwald. Eine erste Gerichtsordnung für den Kalenberger Zent wurde 1492 von Heinrich IV. von Nassau-Beilstein erlassen. Aufgrund der geringen Größe der Grafschaft Nassau-Beilstein entstand aber keine formale Verwaltungsstruktur. Der Amtmann war zugleich angehöriger der Zentralverwaltung der Grafschaft. Der Amtmann wurde von dem Landesschultheißen zu Beilstein (Ersterwähnung 1548) und dem zum Westerwald (Ersterwähnung 1612) unterstützt. Das Amt bildete zugleich einen Kellereibezirk an dessen Spitze ein als Keller in Beilstein (Ersterwähnung 1447) stand. Ab 1521 wurde ein zusätzlicher Keller in Mengerskirchen eingesetzt. Die zentrale Finanzverwaltung oblag dem Rentmeister (Ersterwähnung 1482). Jedem Ort des Amts stand ein Heimberger vor.
Im Jahr 1561 fiel die Grafschaft Nassau-Beilstein an das Haus Nassau-Dillenburg. Diese gliederte das Amt Beilstein in die Verwaltung ihrer Grafschaft ein. Formal blieb die Grafschaft Nassau-Beilstein jedoch unabhängig. Die Ursache lag an der unterschiedlichen Reichskreiszugehörigkeit beider Grafschaften. Beilstein gehörte zum Kurrheinischen Kreis, während Dillenburg zum Westfälischen Kreis gehörte. In Beilstein bestand ein eigenständiges Oberhofgericht mit untergeordneten Gerichten für die Herrschaft Beilstein in Beilstein, Nenderoth und Mengerskirchen, sowie für die Herrschaft zum Westerwald in Emmerichenhein, Marienberg Neukirch und Liebenscheid. Der Richter des Oberhofgericht trug den Titel Landschultheiß.
Ab 1607 war die Grafschaft Nassau-Beilstein unter Graf Georg von Nassau-Dillenburg vorübergehend wieder von Dillenburg unabhängig. Der Amtmann zu Beilstein wurde zugleich Kanzler der neuen Grafschaft.
Mit dem Wechsel Graf Georg nach Dillenburg 1620 endete die Unabhängigkeit. Die Grafschaft Nassau-Beilstein wurde unter den übrigen Nassauischen Linien aufgeteilt. Das Amt Beilstein fiel fast vollständig an die Linie Nassau-Diez. Lediglich das Kirchspiel Mengerskirchen fiel an die Grafschaft Nassau-Hadamar, die es mit dem Kirchspiel Elsoff zum neuen Amt Mengerskirchen vereinigte.
Bis 1743 beerbte das Haus Nassau-Diez die übrigen Linien des ottonischen Zweigs des Hauses Nassau. Im Jahr 1782 kam es zu einer umfassenden Verwaltungsreform, die zur Auflösung des Amts Beilstein führte. Die Orte wurden auf die bestehenden Ämter Mengerskirchen/Ellar und Driedorf sowie auf die neu gebildeten Ämter Marienberg und Rennerod aufgeteilt. Aus Rücksicht auf dem letzten Amtmann Johann Gerhard Franz Chelius wurde die Umsetzung jedoch bis 1790 verzögert.

## Orte im Amt Beilstein

### Abgetrennt in das neue Amt Mengerskirchen (1620)
- Kirchspiel Mengerskirchen
  - Mengerskirchen
  - Hof Maienberg
  - Dillhausen
  - Probbach
  - Winkels

### Auflösung 1782/90
An das neu gegründete Amt Rennerod:
- Kirchspiel Emmerichenhain
  - Emmerichenhain
  - Rehe
  - Homburg
  - Waigandshain
  - Möhrendorf
  - Nister
  - Salzburg
  - Oberroßbach
  - Niederroßbach
  - Zehnhausen
- Kirchspiel Neukirch
  - Neukirch
  - Stein
  - Bretthausen
  - Willingen
  - Löhnfeld
- Kirchspiel Liebenscheid
  - Liebenscheid
  - Weißenberg

An das Amt Mengerskirchen:
- Kirchspiel Nenderoth
  - Nenderoth
  - Arborn
  - Odersberg
  - Hof Johannisburg (bei Obershausen)
- Kirchspiel Niedershausen
  - Niedershausen
  - Löhnberger Hütte
  - Obershausen

An das neu gegründete Amt Marienberg:
- Kirchspiel Marienberg
  - Marienberg
  - Langenbach
  - Hardt
  - Erbach
  - Unnau
  - Korb
  - Bölsberg
  - Stangenrod
  - Zinhain
  - Eichenstruth
  - Großseifen
  - Illfurth
  - Bach
  - Pfuhl
  - Stockhausen
  - Ritzhausen
  - Fehl

An das Amt Driedorf:
- Kirchspiel Beilstein
  - Beilstein
  - Wallendorf (heute zu Beilstein)
  - Rodenroth
  - Haiern (heute zu Beilstein)

## Amtmänner
- Johann von Seelbach-Zeppenfeld (1477–1492)
- Johann von Bellersheim (1500–1511)
- Konrad von Welschenengsten (1527)
- Eberhard Wolfkehl von Fetzberg (1544–1548)
- Gothard von Seelbach (1557)
- Berthold Schorey (1610–1616)
- Martin Naurath (1620–1637)
- Christoph Becker (1642–1650)
- Severin Quilauw (1682)
- Preußler (1683)
- Johann von Diez (1691)
- Gerhard Gottfried Grüter (1712–1730)
- Johann Jakob von der Mühlen (1731–1749)
- Heinrich Ludwig Parcus (um 1750)
- Andreas Jeckeln (1765–1769)
- Johann Gerhard Franz Chelius (1782–1790)